# Azalide

Azitromycine, een azalide (met het stikstofatoom linksboven in de macrolide-ring)

Azaliden zijn een subklasse van de macrolide-antibiotica, met als kenmerk dat ze een stikstofatoom in de macrolide-ring bezitten.
Azitromycine was het eerste azalide-antibioticum. Vergeleken met erytromycine is azitromycine veel stabieler bij zure pH (zoals in de maag) en wordt het beter geabsorbeerd na orale toediening.
Een ander voorbeeld is tulatromycine, dat aangeduid wordt als een triamilide omdat er drie aminegroepen in het molecuul aanwezig zijn. Het wordt gebruikt in de diergeneeskunde voor de behandeling van respiratoire aandoeningen bij rundvee en varkens (merknaam: Draxxin, Pfizer Animal Health).